# Marcé-sur-Esves
Marcé-sur-Esves är en kommun i departementet Indre-et-Loire i regionen Centre-Val de Loire i de centrala delarna av Frankrike. Kommunen ligger i kantonen Descartes som tillhör arrondissementet Loches. År 2022 hade Marcé-sur-Esves 251 invånare.

## Befolkningsutveckling
Antalet invånare i kommunen Marcé-sur-Esves
Referens:INSEE